# Richard T. Jones
Richard T. Jones (Kōbe, 16 gennaio 1972) è un attore statunitense.

## Biografia
Richard T. Jones è nato a Kōbe, in Giappone, dove il padre Clarence Jones giocava da professionista a baseball; la madre Lorende è un'analista di computer. Cresciuto a Carson, in California ha un fratello maggiore di nome Clarence Jones Jr che ora lavora come allenatore. In seguito i suoi genitori hanno poi divorziato e Richard si è laureato presso la Montgomery High School a Torrance, in California.
È passato alla notorietà interpretando il ruolo dell'agente Allison nella serie televisiva Terminator: The Sarah Connor Chronicles.
Dal 2018 fa parte del cast fisso della serie The Rookie ricoprendo il ruolo del sergente Wade Grey.

## Filmografia

### Cinema
- Tina - What's Love Got to Do with It, regia di Brian Gibson (1993)
- Mezzo professore tra i marines (Renaissance Man), regia di Penny Marshall (1994)
- Helicopter, regia di Mitchell Rose (1994) (cortometraggio)
- Un lavoro da giurato (Jury Duty), regia di John Fortenberry (1995)
- Black Rose of Harlem, regia di Fred Gallo (1996)
- Effetto Blackout (The Trigger Effect), regia di David Koepp (1996)
- Johns, regia di Scott Silver (1997)
- Punto di non ritorno (Event Horizon), regia di Paul W. S. Anderson (1997)
- Il collezionista (Kiss the Girls), regia di Gary Fleder (1997)
- Goodbye Lover, regia di Roland Joffé (1998)
- The Wood, regia di Rick Famuyiwa (1999)
- Auggie Rose, regia di Matthew Tabak (2000)
- Lockdown - Dietro le sbarre (Lockdown), regia di John Luessenhop (2000)
- Book of Love: The Definitive Reason Why Men Are Dogs, regia di Jeffrey W. Byrd (2002)
- G, regia di Christopher Scott Cherot (2002)
- Moonlight Mile - Voglia di ricominciare (Moonlight Mile), regia di Brad Silberling (2002)
- In linea con l'assassino (Phone Booth), regia di Joel Schumacher (2002)
- La tela dell'assassino (Twisted), regia di Philip Kaufman (2004)
- Soul Plane - Pazzi in aeroplano (Soul Plane), regia di Jessy Terrero (2004)
- Breach, regia di Gregory Storm (2004) (cortometraggio)
- Collateral, regia di Michael Mann (2004)
- Finding Neo, regia di Teo (2004) (cortometraggio)
- Indovina chi (Guess Who), regia di Kevin Rodney Sullivan (2005)
- The Package, regia di Brad Spencer (2006) (cortometraggio)
- Cutting Room, regia di Ian Truitner (2006)
- Traci Townsend, regia di Craig Ross Jr. (2007)
- Game Of Life, regia di Joseph Merhi (2007)
- Why Did I Get Married?, regia di Tyler Perry (2007)
- Prospettive di un delitto (Vantage Point), regia di Pete Travis (2008)
- Why Did I Get Married Too?, regia di Tyler Perry (2010)
- Super 8, regia di J. J. Abrams (2011)
- Godzilla, regia di Gareth Edwards (2014)
- Fuga in tacchi a spillo (Hot Pursuit), regia di Anne Fletcher (2015)
- Zona d'ombra (Concussion), regia di Peter Landesman (2015)
- CHiPs, regia di Dax Shepard (2017)
- The Public, regia di Emilio Estevez (2018)

### Televisione
- Renegade – serie TV, episodio 1x06 (1992)
- California Dreams – serie TV, episodio 2x08 (1993)
- NYPD - New York Police Department (NYPD Blue) – serie TV, episodio 1x19 (1994)
- L'ispettore Tibbs (In the Heat of the Night) – serie TV, episodio 8x02 (1994)
- Per amore della legge (Sweet Justice) – serie TV, episodi 1x19-1x21 (1995)
- Courthouse – serie TV, episodio 1x08 (1995)
- Dangerous Minds – serie TV, episodio 1x01 (1996)
- Hollywood Confidential – film TV (1997)
- Brooklyn South – serie TV, 20 episodi (1997-1998)
- Ally McBeal – serie TV, episodi 2x06-2x10 (1998)
- Incognito – film TV (1999)
- Second String – film TV (2002)
- Miracolo a tutto campo (Full-Court Miracle), regia di Stuart Gillard – film TV (2003)
- Paradise – film TV (2004)
- Talk Show Diaries – film TV (2005)
- Riding the Bus with My Sister – film TV (2005)
- Giudice Amy (Judging Amy) – serie TV, 138 episodi (1999-2005)
- Sex, Love & Secrets – serie TV, episodi 1x02-1x03 (2005)
- CSI: Miami – serie TV, episodio 4x17 (2006)
- Time Bomb – film TV (2006)
- Las Vegas – serie TV, episodio 4x12 (2007)
- Dirt – serie TV, episodio 1x07 (2007)
- Girlfriends – serie TV, 10 episodi (2006-2007)
- Numb3rs – serie TV, episodio 4x17 (2008)
- Terminator: The Sarah Connor Chronicles  – serie TV, 31 episodi (2008-2009)
- Bones – serie TV, episodio 5x12 (2010)
- Grey's Anatomy – serie TV, episodio 6x18 (2010)
- Nikita – serie TV, episodi 3x05-3x10-3x15 (2012-2013)
- Revolution – serie TV, episodi 2x02-2x03-2x04 (2013)
- Hawaii Five-0 – serie TV, 7 episodi (2011-2013)
- Satisfaction – serie TV, episodio 1x09 (2014)
- Law & Order - Unità vittime speciali (Law & Order: Special Victims Unit) – serie TV, episodio 16x05 (2014)
- NCIS: New Orleans – serie TV, episodio 1x14 (2015)
- Extant – serie TV, episodi 2x05-2x12-2x13 (2015)
- American Horror Story – serie TV, 7 episodi (2015)
- Lucifer – serie TV, episodio 1x03 (2016)
- Narcos – serie TV, 10 episodi (2015-2016)
- Criminal Minds – serie TV, 5 episodi (2017)
- Teachers – serie TV, 4 episodi (2017-2018)
- Wisdom of the Crowd - Nella rete del crimine (Wisdom of the Crowd) – serie TV, 13 episodi (2017-2018)
- Santa Clarita Diet – serie TV, 10 episodi (2017-2018)
- The Rookie - Serie TV (2018-in corso)

## Doppiatori italiani
Nelle versioni in italiano delle opere in cui ha recitato, Richard T. Jones è stato doppiato da:
- Simone Mori in Punto di non ritorno, Il collezionista, The Wood, Zona d'ombra, CHiPs
- Alberto Angrisano in Super 8, NCIS: New Orleans, Godzilla, Wisdom of the Crowd - Nella rete del crimine
- Vittorio De Angelis in Giudice Amy, Lockdown, Hawaii Five-0
- Carlo Scipioni in Fuga in tacchi a spillo, Santa Clarita Diet
- Gianni Bersanetti in Terminator: The Sarah Connor Chronicles
- Massimo Bitossi in American Horror Story: Hotel
- Luca Ward in Mezzo professore tra i marines
- Luca Biagini in Effetto black out
- Gaetano Varcasia in In linea con l'assassino
- Paolo Buglioni in CSI: Miami
- Pierluigi Astore in Grey's Anatomy
- Roberto Draghetti in Lucifer
- Alessandro Ballico in Criminal Minds
- Alessio Cigliano in Narcos
- Massimiliano Lotti in The Rookie